# Martin-chasseur des Mariannes
Todiramphus albicilla
Espèce
Statut de conservation UICN

 NE  : Non évalué
Le Martin-chasseur des Mariannes (Todiramphus albicilla) est une espèce de passereaux de la famille des Alcedinidae.

## Répartition et sous-espèces
Selon la classification de référence du Congrès ornithologique international (15.1, 2025) il se répartit en trois sous-espèces :
- T. a. owstoni (Rothschild, 1904) — Asuncion, Agrihan, Pagan et Alamagan ;
- T. a. albicilla (Dumont, 1823) — Saipan et Tinian ;
- T. a. orii (Takatsukasa & Tokutarō, 1931) — Rota.

## Systématique
Le nom valide complet (avec auteur) de ce taxon est Todiramphus albicilla (Dumont, 1823).
L'espèce a été initialement classée dans le genre Alcedo sous le protonyme Alcedo albicilla Dumont, 1823.
Ce taxon porte en français le nom vernaculaire ou normalisé suivant : Martin-chasseur des Mariannes.